# 布蘭卡山脈

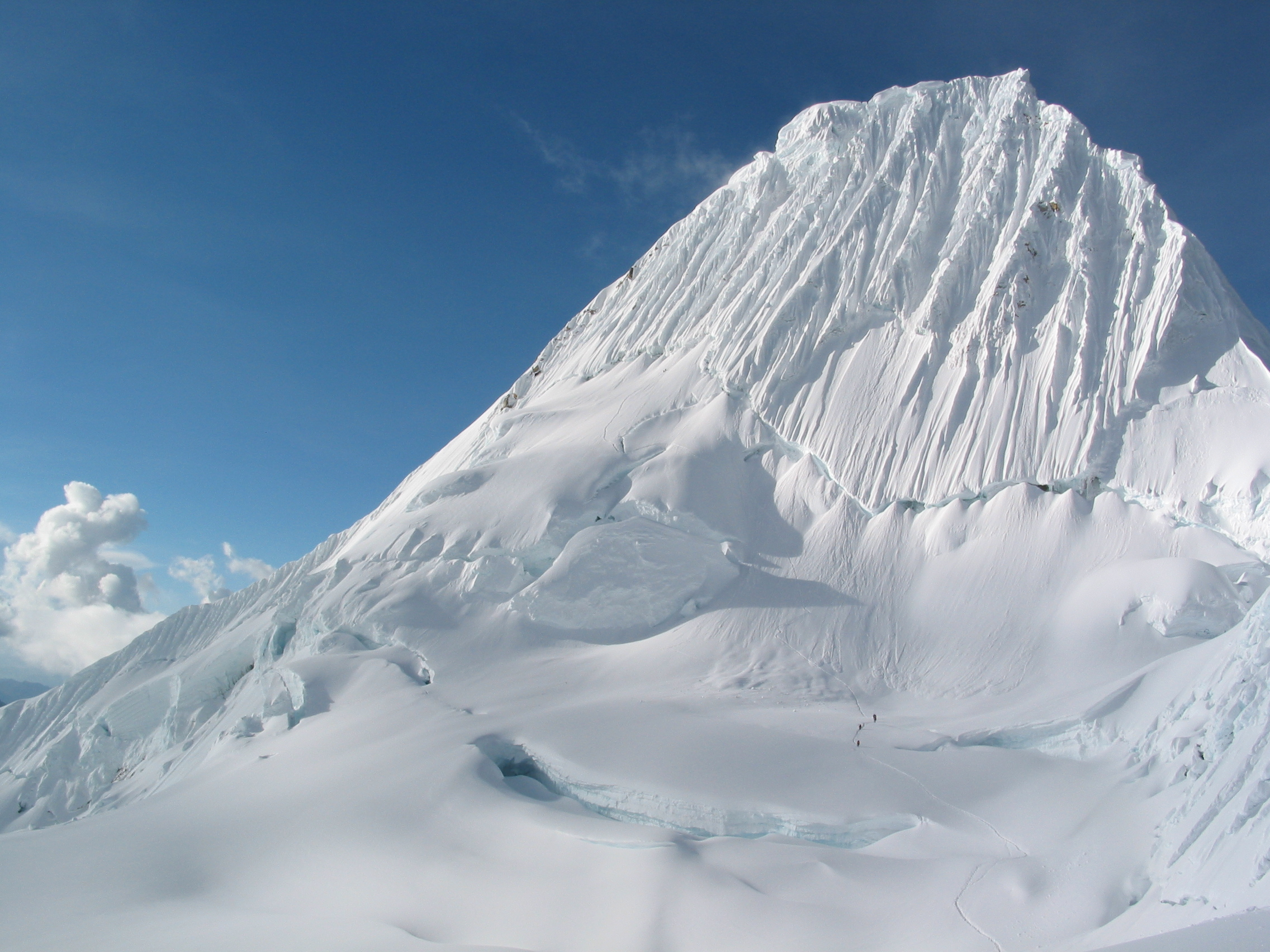

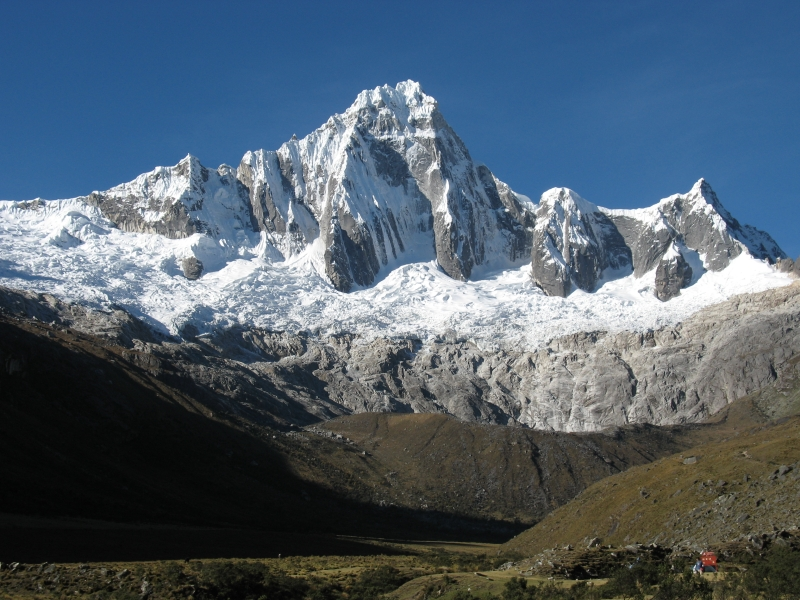

布蘭卡山脈（Cordillera Blanca）是秘魯的山脈，由安卡什大區管轄，屬於安第斯山脈的一部分，長180公里、寬21公里，面積720平方公里，最高點海拔高度6,768米。

## 外部連結
- Information about Cordillera Blanca
- Map of Cordillera Blanca
- Map of Cordillera Huayhuash
- Peak Lists for the Andes, including Peruvian Peaks （页面存档备份，存于）